# (1787) Chiny
(1787) Chiny – planetoida z grupy pasa głównego planetoid okrążająca Słońce w ciągu 5 lat i 73 dni w średniej odległości 3 au. Została odkryta 19 września 1950 roku w Observatoire Royal de Belgique w Uccle przez Sylvaina Arenda. Nazwa planetoidy pochodzi od miasta Chiny w Belgii. Przed nadaniem nazwy planetoida nosiła oznaczenie tymczasowe (1787) 1950 SK.